# Domínio de Matsue
O Domínio de Matsue (母里藩, Matsue-han) foi domínio do período Edo da história do Japão . Localizado na Província de Izumo, atual Shimane.

## História
Para recompensar sua bravura durante a  batalha de Sekigahara, em 1600, Horio Yoshiharu e seu filho recebem do shogun Tokugawa Ieyasu as províncias de Izumo e Oki. A princípio ocuparam o Castelo de Toda, mas decidiram construir o Castelo de Matsue onde passaram a morar a partir de 1611.
Por falta de um herdeiro do Clã Horio, o controle do domínio passou para Kyōgoku Tadataka. Que acabou fazendo importantes obras para acabar com as inundações causadas pelo rio Hiikawa. Mas o controle do Clã Kyōgoku foi curto, pois Tadataka também não tinha herdeiro e o domínio passa ao controle do Ramo Matsudaira que veio de  Fukui (Echizen), a partir de 1638.

## Lista de Daimiô
O Daimiô era o chefe hereditário do Domínio e ao mesmo tempo era o líder do clã.
- Clã Horio , 1600-1633 (tozama; 240,000 koku).[5]

1. Yoshiharu[5]
2. Tadauji
3. Tadaharu[5]

- -- Clã Kyōgoku, 1634-1637 (tozama; 240,000 koku) [6]

1. Tadataka[6]

- -- Clã Matsudaira, 1638-1871 (shinpan; 186,000 koku) [4]

1. Tsunataka[7]
2. Tsunachika
3. Yoshitō
4. Nobuzumi
5. Munenobu
6. Harusato
7. Naritsune
8. Naritoki
9. Sadayasu